# Jason Isaacs
Jason Isaacs (Liverpool, 6 giugno 1963) è un attore e doppiatore britannico.

## Biografia
Isaacs è nato a Liverpool, Merseyside, Inghilterra, discendente da ebrei dell'Europa dell'est; i suoi genitori ora vivono in Israele. Inizialmente aveva progettato di studiare legge – un lavoro analogo a quello dei suoi fratelli, che sono diventati un dottore, un avvocato, e un ragioniere – ma durante i suoi studi di legge all'Università di Bristol fu attratto dalla recitazione alla quale si dedicò. Ben presto Jason iniziò a nutrire un deciso interesse verso il teatro ("nel teatro potevo liberarmi in un modo che non ero libero di fare in società") e a tempo debito lasciò Bristol, dove aveva diretto ed era apparso in oltre venti produzioni, per affinare le sue capacità alla Central School of Speech and Drama di Londra.
Una volta a Londra, Isaacs iniziò quasi immediatamente a lavorare, apparendo sul palcoscenico e in televisione. Inizialmente Isaacs era conosciuto nel Regno Unito come un attore prettamente televisivo, avendo un ruolo principale nella serie Capital City della ITV plc e ruolo da guest in show come Taggart e Ispettore Morse. Fece il suo debutto al cinema nel 1989 con il piccolo ruolo di un dottore in Due metri di allegria di Mel Smith. Jason dimostrò la sua versatilità in diverse altre serie televisive e opere teatrali, come la rappresentazione nel 1993 al Royal National Theatre di Angels in America (vincitore del premio Pulitzer) di Tony Kushner. Nel 1996 recitò nel film Dragonheart, ma cominciò anche a trovare lavoro sul grande schermo nel 1998, quando fu scelto per far parte del cast di Armageddon - Giudizio finale; inizialmente chiamato per un ruolo abbastanza importante, la sua partecipazione nel film fu ridotta per permettergli di prendere parte nello stesso anno a Divorcing Jack, una commedia-thriller dove ha recitato nuovamente con David Thewlis.
Dopo aver impersonato un prete a fianco di Julianne Moore e Ralph Fiennes nell'adattamento di Neil Jordan di Fine di una storia di Graham Greene, Jason ebbe il suo più grande successo internazionale nel 2000, quando venne scelto per interpretare il colonnello William Tavington nell'epico film di Roland Emmerich sulla guerra di indipendenza americana Il patriota, recitando insieme a Mel Gibson. L'anno successivo, nel 2001, prese parte a Sweet November - Dolce novembre (2001), una romantica commedia con Charlize Theron e Keanu Reeves.
Isaacs è apparso in seguito in vari film (tra cui Black Hawk Down), ma la sua più famosa interpretazione resta quella di Lucius Malfoy (il padre di Draco) nella saga di Harry Potter, così come quella del terrificante Capitano Giacomo Uncino, o quella di George Darling (il padre di Wendy e dei suoi fratelli John e Michael), nel film Peter Pan di P. J. Hogan. Isaacs è apparso anche nelle serie televisive West Wing - Tutti gli uomini del Presidente e Brotherhood - Legami di sangue. Nel 2010 presta la voce a Satana, l'antagonista del videogioco Castlevania: Lords of Shadow, mentre nel 2012 è il protagonista della serie televisiva Awake. Nel 2017 veste i panni del capitano Gabriel Lorca nella nuova serie televisiva di fantascienza Star Trek: Discovery. Nel 2022 partecipa al film La signora Harris va a Parigi. Nel 2025 è nel cast della terza stagione di The White Lotus.

### Vita privata
Isaacs ha due fratelli più grandi e uno più piccolo. Mentre frequentava la Central School of Speech and Drama incontrò la produttrice di film documentari della BBC Emma Hewitt, sua compagna dal 1988 che è diventata sua moglie nel 2001. La coppia ha due figlie: Lily (nata il 23 marzo del 2002) e Ruby (nata il 25 agosto del 2005).

## Filmografia

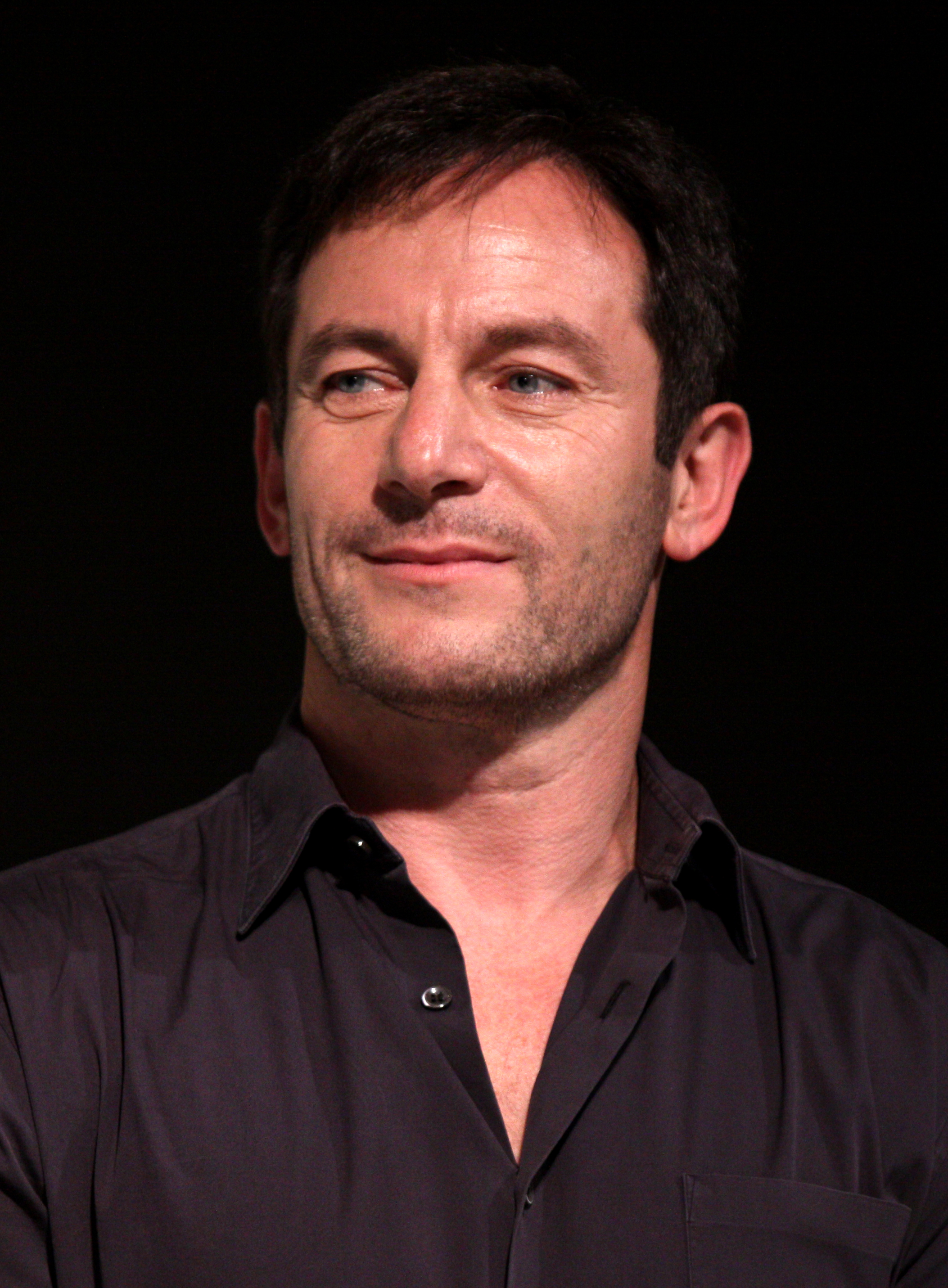
Jason Isaacs al San Diego Comic-Con International 2011

### Attore

#### Cinema
- Due metri di allergia (The Tall Guy), regia di Mel Smith (1989)
- Carabina Quigley (Quigley Down Under), regia di Simon Wincer (1990)
- Un single per 2 (Solitaire for 2), regia di Gary Sinyor (1995)
- Dragonheart, regia di Rob Cohen (1996)
- Punto di non ritorno (Event Horizon), regia di Paul W. S. Anderson (1997)
- Armageddon - Giudizio finale (Armageddon), regia di Michael Bay (1998)
- Divorcing Jack - La notte di Starkey, regia di David Caffrey (1998)
- Soldier, regia di Paul W. S. Anderson (1998)
- Tutto per amore (St. Ives), regia di Harry Hook (1998)
- Fine di una storia (The End of the Affair), regia di Neil Jordan (1999)
- Il patriota (The Patriot), regia di Roland Emmerich (2000)
- Sweet November - Dolce novembre (Sweet November), regia di Pat O'Connor (2001)
- The Last Minute, regia di Stephen Norrington (2001)
- Hotel, regia di Mike Figgis (2001)
- Black Hawk Down - Black Hawk abbattuto (Black Hawk Down), regia di Ridley Scott (2001)
- Resident Evil, regia di Paul W. S. Anderson (2002)
- Windtalkers, regia di John Woo (2002)
- Passionada, regia di Dan Ireland (2002)
- Lo smoking (The Tuxedo), regia di Kevin Donovan (2002)
- Harry Potter e la camera dei segreti (Harry Potter and the Chamber of Secrets), regia di Chris Columbus (2002)
- Peter Pan, regia di P. J. Hogan (2003)
- I nuovi eroi (Nouvelle-France), regia di Jean Beaudin (2004)
- Elektra, regia di Rob S. Bowman (2005) (non accreditato)
- 9 vite da donna (Nine Lives), regia di Rodrigo García (2005)
- Kidnapped - Il rapimento (The Chumscrubber), regia di Arie Posin (2005)
- Harry Potter e il calice di fuoco (Harry Potter and the Goblet of Fire), regia di Mike Newell (2005)
- Friends with Money, regia di Nicole Holofcener (2006)
- Harry Potter e l'Ordine della Fenice (Harry Potter and the Order of the Phoenix), regia di David Yates (2007)
- Don't, episodio di Grindhouse, regia di Edgar Wright (2007)
- La conjura de El Escorial, regia di Antonio del Real (2008)
- Good - L'indifferenza del bene (Good), regia di Vicente Amorim (2008)
- Skeletons, regia di Nick Whitfield (2010)
- Green Zone, regia di Paul Greengrass (2010)
- Harry Potter e i Doni della Morte - Parte 1 (Harry Potter and the Deathly Hallows: Part I), regia di David Yates (2010)
- Harry Potter e i Doni della Morte - Parte 2 (Harry Potter and the Deathly Hallows: Part II), regia di David Yates (2011)
- Abduction - Riprenditi la tua vita, regia di John Singleton (2011)
- A Single Shot, regia di David M. Rosenthal (2013)
- Sweetwater - Dolce vendetta (Sweetwater), regia di Logan Miller e Noah Miller (2013)
- Fury, regia di David Ayer (2014)
- After the Fall, regia di Saar Klein (2014)
- Rio, eu te amo, registi vari (2014)
- Dawn (L'Aube), regia di Romed Wyder (2014)
- Field of Lost Shoes, regia di Sean McNamara (2015)
- Stockholm, Pennsylvania, regia di Nikole Beckwith (2015)
- Red Dog - L'inizio (Red Dog: True Blue), regia di Kriv Stenders (2016)
- The Infiltrator, regia di Brad Furman (2016)
- La cura dal benessere (A Cure for Wellness), regia di Gore Verbinski (2016)
- Morto Stalin, se ne fa un altro (The Death of Stalin), regia di Armando Iannucci (2017)
- London Fields, regia di Mathew Cullen (2018)
- Attacco a Mumbai - Una vera storia di coraggio (Hotel Mumbai), regia di Anthony Maras (2018)
- Look Away - Lo sguardo del male (Look Away), regia di Assaf Bernstein (2018)
- Skyfire (天·火), regia di Simon West (2019)
- Dr. Bird's Advice for Sad Poets, regia di Yaniv Raz (2021)
- Mass, regia di Fran Kranz (2021)
- Creation Stories - L'uomo che scoprì gli Oasis, regia di Nick Moran (2021)
- Streamline, regia di Tyson Wade Johnston (2021)
- L'arma dell'inganno - Operation Mincemeat (Operation Mincemeat), regia di John Madden (2022)
- Mrs. Harris Goes to Paris, regia di Anthony Fabian (2022)
- Agent Game, regia di Grant S. Johnson (2022)
- Spinning Gold, regia di Timothy Scott Bogart (2023)
- The Salt Path, regia di Marianne Elliott (2024)

#### Televisione
- This Is David Lander – serie TV, episodio 1x03 (1988)
- A Quiet Conspiracy – miniserie TV (1989)
- Capital City – serie TV, 23 episodi (1989-1990)
- TECS – serie TV, episodio 2x04 (1990)
- Eye Contact, regia di Anya Camilleri – film TV (1991)
- Ashenden – serie TV, episodi 1x01-1x02-1x04 (1991)
- Metropolitan Police (The Bill) – serie TV, episodio 8x06 (1992)
- Taggart – serie TV, episodio 7x03 (1992)
- Ispettore Morse (Inspector Morse) – serie TV, episodio 6x05 (1992)
- Civvies – serie TV, 6 episodi (1992)
- Highlander – serie TV, episodio 1x18 (1993)
- Boon – serie TV, episodio 7x14 (1995)
- Dangerous Lady – serie TV, 4 episodi (1995)
- Loved Up, regia di Peter Cattaneo – film TV (1995)
- A Relative Stranger, regia di Endaf Emlyn – film TV (1996)
- Screen Two – serie TV, episodio 14x07 (1996)
- The Last Don II – miniserie TV (1998)
- West Wing - Tutti gli uomini del Presidente (The West Wing) – serie TV, 3 episodi (2004)
- The State Within - Giochi di potere (The State Within) – serie TV, 6 episodi (2006)
- Brotherhood - Legami di sangue (Brotherhood) – serie TV, 29 episodi (2006-2008)
- Enturage – serie TV, episodio 5x7 (2008)
- Case Histories – serie TV, 6 episodi (2011)
- Awake – serie TV, 13 episodi (2012)
- Rosemary's Baby, regia di Agnieszka Holland (2014)
- Dig – serie TV, 10 episodi (2015)
- The OA – serie TV, 16 episodi (2016-2019)
- Star Trek: Discovery – serie TV, 11 episodi (2017-2018)
- Sex Education – serie TV, 3 episodi (2021)
- The Great – serie TV, episodi 2x08 (2021)
- Harry Potter 20º anniversario - Ritorno a Hogwarts (Harry Potter 20th Anniversary: Return to Hogwarts), regia di Eran Creevy, Joe Pearlman, Giorgio Testi – film TV (2022)
- Good Sam – serie TV, 13 episodi (2022)
- The Crowded Room – serie TV, 10 episodi (2023)
- The White Lotus – serie TV, 8 episodi (2025)

### Doppiatore
- Avatar - La leggenda di Aang (Avatar: The Last Airbender) – serie TV, 7 episodi (2005)
- Batman: Under the Red Hood, regia di Brandon Vietti - Film direct to video (2010)
- Castlevania: Lords of Shadow - videogioco (2010)
- Cars 2, regia di John Lasseter e Brad Lewis (2011)
- Lanterna Verde - I cavalieri di smeraldo (Green Lantern: Emerald Knights), regia di Christopher Berkeley, Lauren Montgomery e Jay Oliva - Film direct to video (2011)
- Star Wars Rebels – serie TV, (2014-2015)
- Justice League: Gods and Monsters, regia di Sam Liu - film d'animazione (2015)
- Monster Family, regia di Holger Tappe - film d'animazione (2017)
- Robert Chicken – miniserie TV, 4 episodi (2018-2021)
- Dark Crystal - La resistenza – serie TV, 10 episodi (2019)
- Scooby! (Scoob!), regia di Tony Cervone (2020)
- Castlevania – serie TV, 10 episodi (2020)
- Occupation: Rainfall, regia di Luke Sparke (2020)
- Monster Family 2, regia di Holger Tappe - film d'animazione (2021)
- Baldur's Gate III - videogioco (2023)
- Star Wars: Tales of the Empire – serie TV (2024)
- What If...? – serie TV (2024)

## Candidature ai premi
- Nel 2001 Jason fu candidato per il Blockbuster Entertainment Award for Favorite Villain (soltanto su internet) per: Il patriota (2000).
- Nel 2001 Jason fu candidato per il ALFS Award British for Supporting Actor of the Year per: Il patriota (2000).
- Nel 2002 Jason fu candidato per il PFCS Award for Best Acting Ensemble per: Black Hawk Down (2001). Fu diviso con: Eric Bana, Ewen Bremner, William Fichtner, Josh Hartnett, Ewan McGregor, Sam Shepard, e Tom Sizemore.
- Nel 2003 Jason fu candidato per il PFCS Award for Best Acting Ensemble per: Harry Potter e la camera dei segreti (2002). Fu diviso con: Kenneth Branagh, John Cleese, Robbie Coltrane, Warwick Davis, Richard Griffiths, Rupert Grint, Richard Harris, Daniel Radcliffe, Alan Rickman, Fiona Shaw, Maggie Smith, Julie Walters, ed Emma Watson.

## Doppiatori italiani
Nelle versioni in italiano delle sue opere, Jason Isaacs è stato doppiato da:
- Massimo Lodolo in Harry Potter e la camera dei segreti, Harry Potter e il calice di fuoco, Harry Potter e l'Ordine della Fenice, Harry Potter e i doni della morte - Parte 1, Harry Potter e i doni della morte - Parte 2, Creation Stories - L'uomo che scoprì gli Oasis, Sex Education, Harry Potter 20º anniversario - Ritorno a Hogwarts, Good Sam, Agent Game
- Roberto Pedicini in Sweet November - Dolce novembre, Windtalkers, Lo smoking, Awake, Rosemary's Baby, La cura dal benessere, London Fields, The White Lotus
- Fabrizio Pucci in Friends with Money, Brotherhood - Legami di sangue, Morto Stalin, se ne fa un altro, Star Trek: Discovery
- Marco Mete in Punto di non ritorno, Elektra, The State Within - Giochi di potere
- Massimo De Ambrosis in Fine di una storia, L'arma dell'inganno - Operation Mincemeat
- Nino Prester in Black Hawk Down - Black Hawk abbattuto, Resident Evil (Dr. William Birkin)
- Vittorio De Angelis in Passionada, A Single Shot
- Pasquale Anselmo in Dragonheart
- Edoardo Nordio in Armageddon - Giudizio finale
- Giuliano Bonetto in West Wing - Tutti gli uomini del Presidente
- Sergio Di Stefano in Il patriota
- Francesco Pannofino in Peter Pan
- Luigi Rosa in I nuovi eroi
- Francesco Prando in 9 vite da donna
- Maurizio Reti in Kidnapped - Il rapimento
- Michele Kalamera in Good - L'indifferenza del bene
- Roberto Draghetti in Abduction - Riprenditi la tua vita
- Paolo Buglioni in Sweetwater - Dolce vendetta
- Paolo Marchese in Fury
- Stefano Benassi in The OA
- Danilo Di Martino in Attacco a Mumbai - Una vera storia di coraggio
- Riccardo Lombardo in Look Away - Lo sguardo del male
- Luca Biagini in La signora Harris va a Parigi
- Roberto Certomà in I nuovi eroi (ridoppiaggio)

Da doppiatore è sostituito da:
- Alessandro Rossi in Resident Evil (Narratore), Star Wars Rebels, Dark Crystal - La resistenza
- Saverio Indrio in Avatar - La leggenda di Aang
- Roberto Draghetti in Batman: Under The Red Hood
- Oreste Baldini in Cars 2
- Max Gazzè in Monster Family
- Pino Insegno in Scooby!
- Riccardo Rovatti in Castelvania
- Massimo Lodolo in Occupation: Rainfall
- Stefano Alessandroni in Monster Family 2
- Alessandro Ballico in What If...?
- Massimo De Ambrosis in Star Wars: Tales of the Empire
- Gabriele Donolato in Suicide Squad: Kill The Justice League